# Dillon Cooper
Dillon Jermaine Cooper (* 20. Oktober 1992 in Brooklyn, New York City) ist ein US-amerikanischer Rapper.

## Leben
Dillon Cooper wuchs im New Yorker Stadtteil Crown Heights in Brooklyn auf und ging dort zur Schule. Laut eigener Aussage begann er im Alter von 8 Jahren autodidaktisch Gitarre zu erlernen. Er besuchte mit 17 Jahren das Berklee College of Music in Boston. Dort wurde er als Gitarrist, Rapper, Freestyler und Schauspieler ausgebildet.

### Karriere
Am Ende des Jahres 2012 wurde das Talent von dem Independent-Label Amalgam Digital aus Boston gesichtet. Es wurde ein Vertrag geplant, welcher jedoch nie zustande kam. Zudem wollte sich das Label die Rechte an Cooper’s erstem Mixtape Cozmik sichern. Cooper lehnte ab und veröffentlichte das Mixtape selber am 27. Juni 2013 als Download.
Anfang des Jahres 2014 unterschrieb Cooper einen Vertrag beim New Yorker Label 1009 Records. Daraufhin erfolgte am 20. Oktober 2014 die Veröffentlichung seines zweiten Mixtapes X:XX.
Am 29. Mai 2015 veröffentlichte der deutsche Rapper Sido seine Vorab-Single Ackan des Albums VI, in welcher Dillon Cooper als Gastmusiker auftritt. Die Single konnte sich in den deutschen Single-Charts auf Platz 40, in den österreichischen auf Platz 38 und in den Schweizer auf Platz 44 platzieren.
Am 7. Dezember 2016 erschien das Lied Come Correct. Es wurde von Noise System produziert. In den Musikvideo tritt Dillon Cooper in New York City auf.
Ende des Jahres 2017 veröffentlichte Cooper seine zweite EP Supernova.

## Diskografie

### EPs
- TBA (2015)
- Supernova (2017)
- Verified (2018)

### Mixtapes
| Titel  | Anmerkung                                           |
| ------ | --------------------------------------------------- |
| Cozmik | - Erstveröffentlichung: 27. Juni 2013 - Download    |
| X:XX   | - Erstveröffentlichung: 20. Oktober 2014 - Download |